# 칭신구

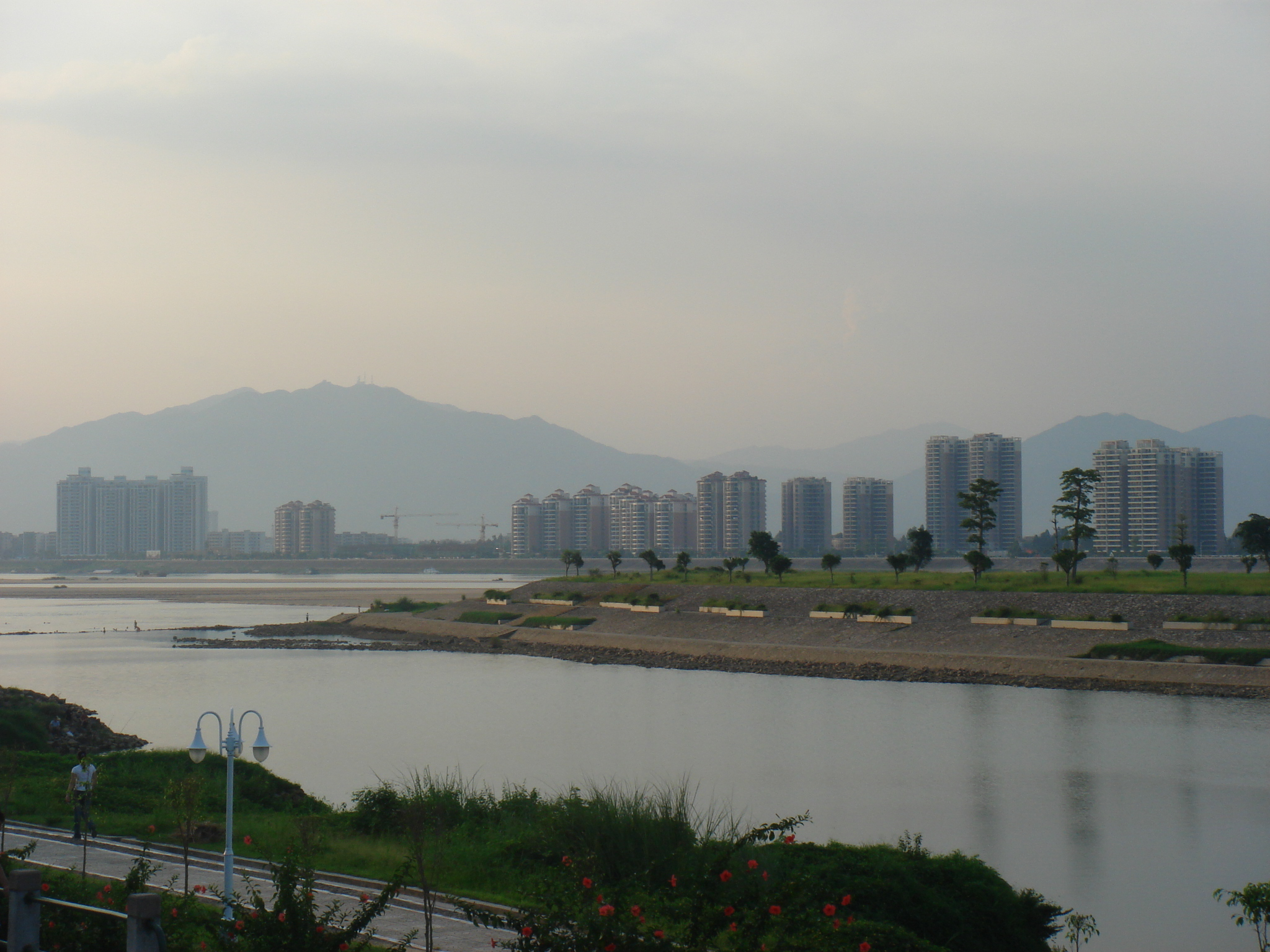

칭신구(한국어: 청신구, 중국어: 清新区, 병음: Qīngxīn Qū)는 중화인민공화국 광둥성 칭위안 시의 시할구이다. 넓이는 2579km2이고, 인구는 2007년 기준으로 740,000명이다.

## 행정 구역
8개 진을 관할한다.
- 진: 太和镇 , 山塘镇 , 三坑镇 , 太平镇 , 龙颈镇 , 禾云镇 , 浸潭镇 , 石潭镇.